# Bourbonnais (Bourgogne)
Pour les articles homonymes, voir Bourbonnais.
Le Bourbonnais est une région naturelle de Saône-et-Loire. Sa capitale est Bourbon-Lancy. C’est l’ancienne civitas des Boïens dont le dieu tutélaire était Borvo. 
Il convient de ne pas la confondre avec la province du Bourbonnais, qui est une province française d'ancien régime correspondant presque totalement au département de l'Allier.
Le pays de Bourbon-Lancy pourrait s'appeler la Bourgogne bourbonnaise puisqu'il a depuis les Éduens été rattaché à la Bourgogne alors que les seigneurs du Bourbonnais ont eu, à diverses époques, Bourbon-Lancy dans leurs possessions, jusqu'au Connétable.
Le bailliage de Bourbon-Lancy, bailliage secondaire dépendant du bailliage principal d'Autun, est devenue un district sous la Révolution, absorbé par la suite dans l'arrondissement de Charolles.
Le Bourbonnais forme aujourd'hui avec le Charolais et le Brionnais, le Pays Charolais Brionnais.